# 매들린 칸
아일린 브레넌(Madeline Kahn, 1942년 9월 29일 ~ 1999년 12월 3일)은 미국의 배우, 코메디언, 성우, 가수이다.

## 출연 작품
- 주디 베를린 (1999)
- 벅스 라이프 (1998)
- 닉슨 (1995)
- 라이프세이버 (1994)
- 행복의 방정식 (1992)
- 유월의 신부 (1990)
- 피블의 모험 (1986)
- 살인 무도회 (1985)
- 시티 히트 (1984)
- 붉은 해적단 (1983)
- 세계사 (1981)
- 퍼스트 패밀리(영어판) (1980)
- 사이먼 (1980)
- 나일강의 기적 (1980)
- 머펫 무비 (1979)
- 카사블랑카의 살인 (1978)
- 고소공포증 (1977)
- 앳 롱 라스트 러브 (1975)
- 비밀 문서 소동 (1975)
- 브레이징 새들스 (1974)
- 영 프랑켄슈타인 (1974)
- 페이퍼 문 (1973)
- 왓츠 업 덕 (1972)
- 데이빗 프로스트 쇼 (1969)